# Caia (Moçambique)
Caia, também chamada de Caia-Sede em contexto administrativo, é uma vila moçambicana, sede do distrito de Caia, e também de um  posto administrativo. Em 2009, o posto administrativo de Caia-Sede tinha uma população de 57 968 habitantes.

## Etimologia
O nome Caia deriva da abreviatura da Companhia Agro-Industrial Açucareira (CAIA) de Sena, a qual foi estabelecida por John Peter Hornung em 1905.

## História
A vila de Caia, então chamada Vila Fontes, foi concebida para ser a nova sede do concelho de Caia, quando este foi criado com a transformação da então circunscrição de Sena em concelho em 20 de Abril de 1964 pela portaria nº 17738. A sua localização atual data da portaria nº 10541, de 11 de novembro de 1954, tendo sido transferida de um local muito sujeito às grandes e imprevisíveis cheias do rio Zambeze, para um local elevado. A sua antiga localização passou a chamar-se Vila Fontes Velha, a qual havia sido fundada em 1909.
Curiosamente a Vila Fontes Velha já havia substituído a localidade de Chimbuè (ou Fontesvila), que fora erguida pela Companhia de Moçambique em 1 de novembro de 1898; estava às margens do rio Púnguè e, por causa das cheias, também havia sido abandonada. Com a independência de Moçambique, Vila Fontes passou a designar-se Caia.
Desde 2022 é também um município com órgãos locais eleitos. O novo município é governado por um Presidente do Conselho Municipal eleito e nas primeiras eleições autárquicas no município em 2023 foi eleito:
| Tomada de posse | Presidente do Conselho Municipal | Partido |
| --------------- | -------------------------------- | ------- |
| 2024            | Satar Colimão                    | Frelimo |

## Infraestruturas
Nesta localidade está uma das importantes estações ferroviárias moçambicanas, a Estação de Caia, que serve de parada para o Caminho de Ferro de Sena, entre o Dondo (sul) e Sena (noroeste). A vila é igualmente atravessada pela rodovia N1, que cruza o rio Zambeze em Caia pela Ponte Armando Guebuza, aberta ao tráfego em 2009.

## Ligação externa
Caia no Google Maps